# مديريات النيبال
بناءً على التقسيمات الجديدة في الدستور الجديد في 20 سبتمبر 2015، فإن النيبال تُقسم إلى 14 مديرية و75 مقاطعة، موزعة على 7 مقاطعاتٍ فيدرالية.
وبناءً على التقسيم القديم فإن النيبال تُقسم إلى 14 مديرية (لغة نيبالية: अञ्चल; anchal) و 75 مقاطعة (لغة نيبالية: जिल्ला; jillā) . تشكل هذه المناطق الاربعة عشر إلى خمس مناطق رئيسية ( منطقة تنموية ) (لغة نيبالية: विकास क्षेत्र; vikās kṣetra) وتُسمى بالأقاليم. كل مقاطعة لها رئيس ( ضابط رئيس مقاطعة ) وهو مسؤول عن الحفاظ على النظام والقانون . ومن مسؤولياته تنسيق العمل بين الوكالات الحكومة من مختلف وزارات الحكومة.
- المنطقة التنموية الشرقية:
  - مديرية ميتشي اشتق الاسم من نهر ميتشي .
  - مديرية كوسي اشتق الاسم من نهر كوسي .
  - مديرية ساجارماثا اشتق الاسم من ساجارماثا ( قمة ايفرست ) .
- المنطقة التنموية الوسطى:
  - مديرية جاناكبور سميت باسم عاصمتها  مدينة جاناكبور.
  - مديرية باجماتي اشتق الاسم من نهر باجماتي .
  - مديرية ناراياني اشتق الاسم مننهر نارايانى ( غانداكي السفلى ) .
- المنطقة التنموية الغربية:
  - مديرية غانداكي سميت باسم نهر غانداكي .
  - مديرية لومبيني سميت باسم لومبيني , موقع حج , المكان الذي ولد فيه غوتاما بوذا .
  - مديرية دهوالاجيري سميت بجبال دهوالاجيري.
- المنطقة التنموية الغربية الوسطى:
  - مديرية رابتي سميت باسم نهر رابتي .
  - مديرية كارنالي سميت باسم نهر غرب كارنالى.
  - مديرية بهري سميت باسم نهر بهري.
- المنطقة التنموية الغربية البعيدة :
  - مديرية سيتي سميت باسم نهر سيتي .
  - مديرية ماهاكالي سميت باسم نهر ماهاكالي.